# Сжижение угля
Сжижение угля, CTL (англ. Coal to Liquids), ожижение угля (углей)— технология получения жидкого топлива из угольного сырья. Позволяет использовать традиционные потребители бензина (например, автотранспорт) в условиях нехватки нефти.
Это общий термин для семейства процессов производства жидкого топлива из угля. Конкретные технологии сжижения обычно делятся на две категории: процессы прямого сжижения угля (анг.- DCL) и процессы непрямого сжижения угля (анг.-ICL). Непрямые процессы сжижения обычно включают газификацию угля в смесь окиси углерода и водорода (синтез-газ), а затем использование процесса Фишера-Тропша для преобразования смеси синтез-газа в жидкие углеводороды. Напротив, процессы прямого сжижения превращают уголь непосредственно в жидкости, без промежуточной стадии газификации, разрушая его органическую структуру с применением растворителей или катализаторов в среде высокого давления и температуры. Поскольку жидкие углеводороды обычно имеют более высокое молярное отношение водорода к углероду, чем уголь, в технологиях ICL и DCL необходимо использовать либо процессы гидрогенизации, либо процессы удаления углерода.
В начале XXI в. известны следующие основные процессы переработки угля с конечным получением жидких продуктов: газификация с последующим производством синтетических топлив на основе синтез-газа , гидрогенизация, пиролиз и т. н. «Термическое растворение» . Оптимальная температура растворения для большинства твердых горючих ископаемых находится в пределах 380—450 °C, давление 2-15 МПа, продолжительность процесса 20-60 мин. В зависимости от вида угля и процесса сжижения достигается выход жидких продуктов на уровне 75-85 %.
Прогнозируется, что к 2030 году доля сжиженного угля в общей структуре топливных ресурсов достигнет 20 %.

## Историческая справка
Сжижение угля первоначально было разработано в начале 20-го века. Самый известный процесс CTL (Уголь в жидкое топливо) — синтез Фишера-Тропша (FT), названный в честь изобретателей Франца Фишера и Ганса Тропша из Института кайзера Вильгельма в 1920-х годах. Синтез FT является основой технологии косвенного сжижения угля (ICL). Фридрих Бергиус, также немецкий химик, изобрел прямое сжижение угля (DCL) как способ превращения лигнита в синтетическое масло (процесс Бергиуса) в 1913 году.
Сжижение угля стало неотъемлемой частью немецкой промышленности во время Второй мировой войны. Сжижение угля было важной частью четырёхлетнего плана Адольфа Гитлера на 1936 год. В середине 1930-х годов такие компании, как И.Г. Фарбен и Рурхеми, начали промышленное производство синтетического топлива, получаемого из угля. Это привело к строительству двенадцати установок DCL с использованием гидрирования и девяти установок ICL с использованием синтеза Фишера-Тропша к концу Второй мировой войны. В общей сложности CTL обеспечил 92 % авиационного топлива Германии и более 50 % поставок нефти в 1940-х годах. Заводы DCL и ICL эффективно дополняли друг друга, а не конкурировали. Причина этого заключается в том, что гидрогенизация угля даёт высококачественный бензин для авиации и двигателей, в то время как синтез FT в основном даёт высококачественное дизельное топливо, смазочное масло и воски вместе с некоторыми меньшими количествами моторного бензина низкого качества. Установки DCL были также более развиты, так как лигнит — единственный уголь, доступный во многих частях Германии — работал лучше при гидрировании, чем при синтезе FT. После войны Германия была вынуждена отказаться от производства синтетического топлива, поскольку это было запрещено Потсдамской конференцией в 1945 году.
В Южно-Африканском Союзе была разработана собственную технологию CTL в 1950-х годах. Южноафриканская угольная, нефтегазовая корпорация (Sasol) была основана в 1950 году в рамках процесса индустриализации, который правительство Южной Африки сочло необходимым для дальнейшего экономического развития и автономии. Однако, у Южной Африки не было внутренних запасов нефти, и это сделало страну очень уязвимой для перебоев с поставками извне. Sasol был успешным способом защитить странy от растущей зависимости от иностранной нефти. В течение многих лет еe основным продуктом было синтетическое топливо, и этот бизнес пользовался значительной государственной защитой в годы апартеида за вклад в энергетическую безопасность страны. Хотя добыча нефти из угля, как правило, обходилась гораздо дороже, чем из природной нефти, политическая и экономическая важность достижения как можно большей независимости в этой сфере была достаточной для преодоления любых возражений. Ранние попытки привлечь частный капитал, иностранный или внутренний, были безуспешными, и только при государственной поддержке могло начаться сжижение угля. CTL продолжал играть жизненно важную роль в национальной экономике Южной Африки, обеспечивая около 30 % внутреннего спроса на топливо. Демократизация в 1990-х годах заставила Sasol искать продукты, которые могли бы стать более конкурентоспособными на мировом рынке, и с нового тысячелетия Sasol фокусируется в основном на своём нефтехимическом бизнесе, а также на усилиях по преобразованию природного газа в сырую нефть (GTL) и использует свой опыт в синтезе Фишера-Тропша.
Технологии CTL постоянно совершенствуются со времен Второй мировой войны. Техническое развитие привело к созданию множества систем, способных обрабатывать широкий спектр типов угля. Тем не менее, было предпринято всего несколько предприятий по производству жидкого топлива из угля, большинство из которых основано на технологии ICL. Наиболее успешной является южноафриканская компания Sasol . CTL также получил новый интерес в начале 2000-х годов в качестве возможного варианта для снижения зависимости от нефти, так как рост цен на нефть и озабоченность по поводу пикового уровня нефти заставили плановиков переосмыслить существующие цепочки поставок жидкого топлива.

## Традиционные пути переработки
- Уголь → синтез-газ → получение углеводородов методом Фишера-Тропша.
- Уголь → синтез-газ → получение метанола методом Фишера-Тропша → получение моторных топлив через Мобил-процесс (метанол → ДМЭ → дегратируется в алкены → полимеризуются и циклизуются в алканы, циклоалканы и ароматику[1]).
- Деструктивная гидрогенизация угля (процесс Бергиуса).

Также есть сведения о перспективном способе переработки:
- Преобразования в смеси эфиров[2].

### Гидрирование (гидрогенизация)
Большое число каталитических реакций связано с активацией атома водорода и какой-либо другой молекулы, приводящей к их химическому взаимодействию. Этот процесс называется гидрированием и лежит в основе многих этапов переработки нефти и получения жидкого топлива из угля (процесс Бергиуса). Производство авиационного бензина и моторного топлива из угля было развито в Германии во время Второй мировой войны, поскольку в этой стране нет нефтяных месторождений. Первый коммерческий процесс гидрокрекинга был реализован концерном IG Farben Industrie в 1927 году для производства лигнитного бензина. Процесс Бергиуса заключается в непосредственном присоединении водорода к углю. Уголь нагревают под давлением в присутствии водорода и получают жидкий продукт, который затем перерабатывают в авиационный бензин и моторное топливо. В качестве катализатора используют оксид железа, а также катализаторы на основе олова и молибдена. Во время войны на 12 заводах Германии с помощью процесса Бергиуса получали примерно 1400 т жидкого топлива в сутки. Другой процесс, Фишера — Тропша, состоит из двух стадий. Вначале уголь газифицируют, то есть проводят реакцию его с водяным паром и кислородом и получают смесь водорода и оксидов углерода. Эту смесь превращают в жидкое топливо с помощью катализаторов, содержащих железо или кобальт. С окончанием войны производство синтетического топлива из угля в Германии было прекращено. В результате повышения цен на нефть, последовавшего за нефтяным эмбарго в 1973—1974, были предприняты энергичные усилия по разработке экономически выгодного способа получения бензина из угля. Так, прямое ожижение угля можно проводить более эффективно, используя двухстадийный процесс, в котором сначала уголь контактирует с алюмокобальтомолибденовым катализатором при относительно низкой, а затем при более высокой температуре.

### Метанол в бензин

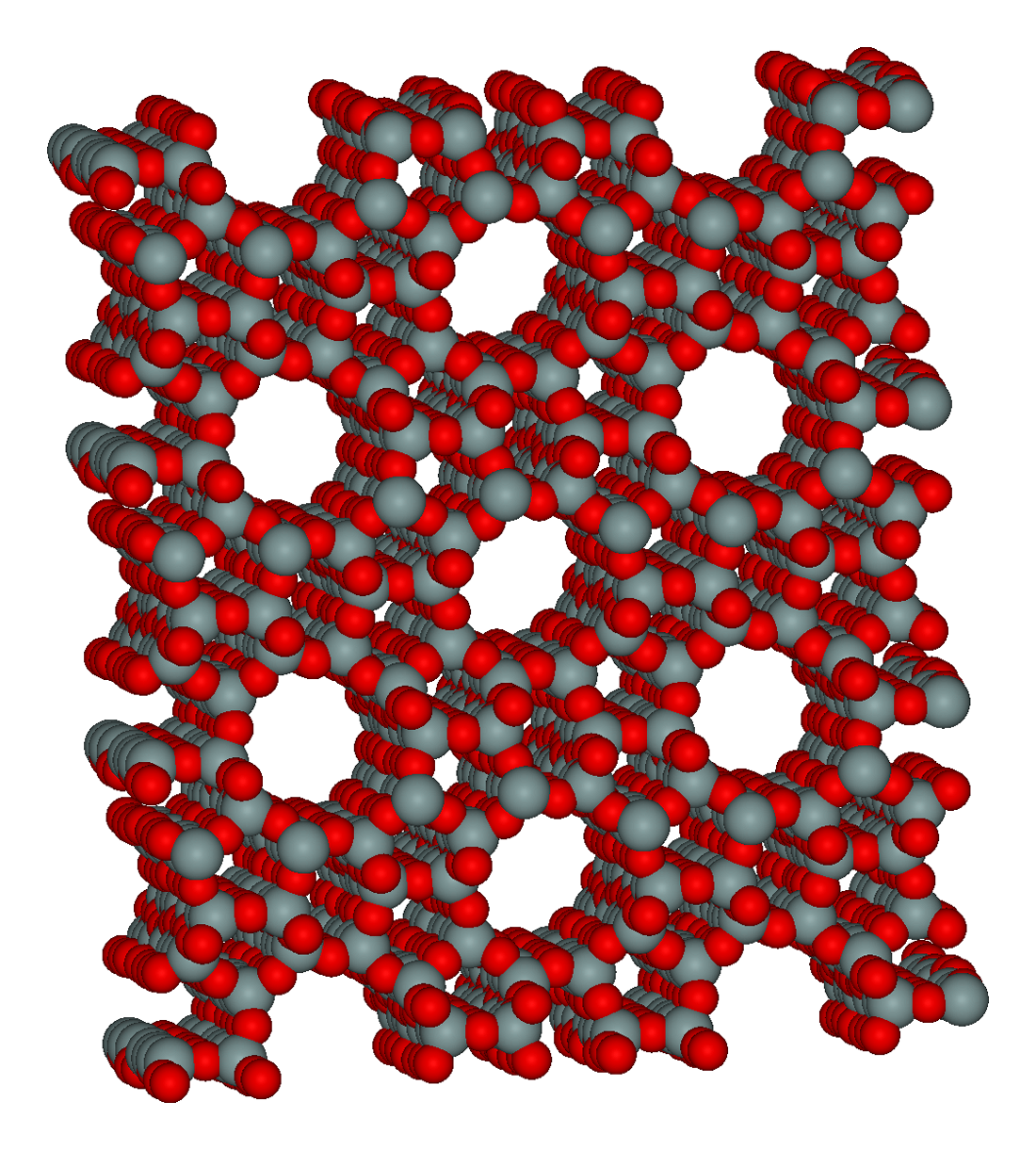
Структура катализатора ZSM-5, который помогает конвертировать метанол в бензин.

Метанол в бензин, (Methanol-to-Gasoline сокращенно MTG) , — это химический процесс производства бензина из метанола.
Процесс полезен для производства бензина из природного газа или угля вместо нефти . Процесс был разработан в 70-х годах компанией Mobil (сейчас ExxonMobil).
Уголь или природный газ сначала превращается в синтез-газ, а затем в метанол. Затем метанол дегидратируют до диметилового эфира (ДМЭ). Затем диметиловый эфир дополнительно дегидратируют на катализаторе. Химическая реакция протекает следующим образом:
{\displaystyle \mathrm {n\ CH_{3}OH\to \textstyle {\frac {n}{2}}\ CH_{3}OCH_{3}+\textstyle {\frac {n}{2}}\ H_{2}O\to \mathrm {koolwaterstoffen\ formule:} \ (CH_{2})_{n}+n\ H_{2}O} }:
Степень превращения метанола в углеводороды с пятью или более атомами углерода 80 %. Катализатором обычно является цеолит, например ZSM-5. ZSM-5 теряет свою активность из-за накопления углерода. Затем катализатор необходимо регенерировать путем сжигания углерода на воздухе при 500 ° С. Количество возможных регенераций ограничено, и в конечном итоге катализатор необходимо заменить.

## Экономика
17 августа 2006 года газета Wall Street Journal указала, что для обеспечения прибыльности нефть должна оставаться выше 30-35 долларов за баррель.
Sasol в Южной Африке является крупнейшим в мире производителем сжиженного угля. В Южной Африке нет нефти, но запасы угля в избытке. С 1950-х годов Sasol начал эксплуатировать завод по сжижению угля, производя 150 000 баррелей сжиженного угля в день, заменяя треть потребности Южной Африки в нефти. (Учитывая, что Россия производит 10,3 млн баррелей в день, а Саудовская Аравия производит 10,1 млн баррелей сырой нефти по состоянию на май 2017 года, это очень мало) На долю Sasol Limited в настоящее время приходится 20 % южноафриканского рынка автомобильного топлива. «Наш завод по сжижению угля экономически оправдан, если мировые цены на сырую нефть превышают 16-17 долларов за баррель», — сказал технический директор Sasol Джон Бокка. В апреле 2017 года средняя цена нефти Дубая на Ближнем Востоке составляет 52,3 доллара за баррель.
Компания Sasol в настоящее время строит 27 заводов по сжижению угольного угля в Нинбо, Китай. Чтобы построить завод, способный производить 80 000 баррелей нефти в день (около 4 млн тонн в год), необходимо шесть миллиардов долларов.

## Синтетический бензин во время Второй мировой войны
Исследования по сжижению угля проводились в 20-х годах 20-го века в Германии, главным образом из-за того, что страна была отрезана от источников нефти после Первой мировой войны. Первый процесс сжижения был изобретен Францем Фишером и Гансом Тропшем из Института Императора Вильгельма . Во время Второй мировой войны он использовался для производства бензина для нужд вооружений Германии и Японии. На пике производства в Германии производилось 124 000 баррелей бензина в день, что в общей сложности составило 6,5 миллиона тонн в 1944 году.

## Получение жидких топлив из угля перегонкой

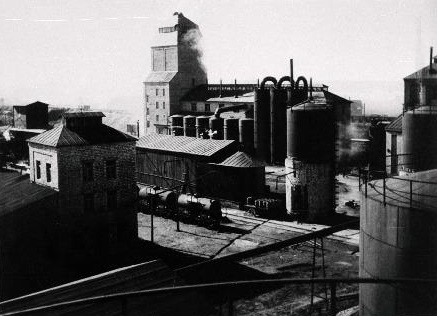
Сланцеперегонный завод в Кохтла-Ярве. 1937.

С большой скоростью распространяется получение жидких углеводородных топлив из бурого угля сухой перегонкой. После перегонки остаток годится для получения сажи. Из него извлекают горючий газ, получают углещелочные реагенты и монтан-воск (горный воск).
Липтобиолиты xарактеризуются повышенным выходом летучих веществ (45-57 %), первичной смолы при сухой перегонке, повышенным содержанием водорода, высокой теплотой сгорания (34,3-36,4 МДж / кг) и низкой зольностью (8-9 %).
Сапропелиты — массивные вязкие породы бурого, буро-серого и чёрного цвета, содержат в своём составе 55—70 % летучих веществ (60—90 %).
- Таблица — Выход продуктов полукоксования (% на сухую массу)

| Вид ТГК                      | полукокс  | первичная смола | Пирогенетическая вода | Первичный газ |
| Торф                         | 33,6-50,9 | 7,7-23,1        | 14,2-26,8             | 15,9-31,8     |
| Подмосковный бурый уголь     | 71,0-76,0 | 5,5-14,3        | 2,5-12,6              | 5,8-21,0      |
| Олександрийские бурые угли   | 55,4-61,8 | 10,6-15,8       | 7,4-9,2               | 18,3-21,1     |
| Кизеловские каменные угли    | 73,0      | 16,7            | 2,5                   | 7,8           |
| Донецкие угли:               |           |                 |                       |               |
| марки Д                      | 70,1-74,3 | 10,3-18,1       | 3,1-8,7               | 10,7-16,5     |
| марки Г                      | 75,8      | 10,3            | 3,6                   | 10,3          |
| марки К                      | 84,8      | 5,8             | 1,7                   | 7,7           |
| марки ПС                     | 91,1      | 2,4             | 0,5                   | 6,0           |
| Сапропелит (балхашит)        | 10,3      | 65,9            | 8,4                   | 15,4          |
| Липтобиолит (пирописит)      | 13,2      | 68,3            | 3,8                   | 14,7          |
| Горючий сланец прибалтийский | 52,6-86,4 | 8,2-34,1        | 1,8-9,9               | 2,7-6,1       |
| Горючий сланец волжский      | 75,6-79,1 | 9,6-11,6        | 6,4-7,2               | 4,9-5,7       |
| Горючий сланец прибалтийский | 14,2*     | 59,0*           | 8,1*                  | 18,7*         |

- на горючую массу